# Gösta Richert
Josef Gustaf "Gösta" Richert, född 22 december 1888 i Göteborg, död 21 oktober 1987, var en svensk vattenbyggnadsingenjör och företagsledare. Richert var son till professor Johan Gustaf Richert och bror till diplomaten och landshövdingen Arvid Richert. Gösta Richert gifte sig 1915 med Bertha Salin, dotter till Bernhard Salin, med vilken han fick flera barn.
Richert utbildade sig vid Kungliga Tekniska högskolan i Stockholm och var 1913-14 verksam i Kanada. Han började på den av fadern grundade Vattenbyggnadsbyrån (VBB) 1915 där han kom att vara verksam fram till 1966 med undantag för 1919-21 då han arbetade i Kina med flodregleringar och hamnar. Under sin tid i Kina deltog han i en av Johan Gunnar Anderssons exkursioner till Hun Ho nordväst om Peking under september 1920. Han var verkställande direktör för VBB 1940-54 och styrelseordförande 1954-1966. Under Richerts ledning växte VBB och företaget hade vid andra världskrigets slut 150 anställda ingenjörer. Under hans ledning internationaliserades också verksamheten och breddades från att främst omfatta vattenkraft och kommunteknik till att även omfatta stadsplanering. Under hans sista år på VBB genomfördes flytten av templen i Abu Simbel.
Richert hade flera förtroendeuppdrag i organisationer knutna till branschen. Han var bland annat styrelseledamot i Svenska konsulterande ingenjörers förening och i Svenska vattenkraftföreningen. Han publicerade flera uppsatser i vattenkraftsföreningens publikationer samt skrev i Teknisk tidskrift om kraftförsörjning och ingenjörsetiska frågor. 1979 skrev han Tankar om tro: en trilogi.
På Östasiatiska museet finns föremål från Kina och Japan som donerats av Gösta Richert.